# Wubana
Wubana là một chi nhện trong họ Linyphiidae.